# Anomaloglossus saramaka
Anomaloglossus saramaka — вид жаб родини Aromobatidae. Описаний у 2020 році.

## Назва
Вид названо на честь сарамаків — маронської народності, що живе неподалік типового місцезнаходження.

## Поширення
Ендемік Суринаму. Відомо дві популяції — в заповіднику Браунсберг та на схилах гори Вольцберг. Виявлений біля потоків у первинному лісі на середньо-низьких висотах (від 100 до 500 м над рівнем моря).